# Eois sagittaria
Eois sagittaria là một loài bướm đêm trong họ Geometridae.